# Ceferí Tresserra i Ventosa
Ceferí Tresserra i Ventosa (Barcelona 1830 - la Corunya, 7 d'abril de 1880) fou un polític i escriptor català. Treballà com a caixista d'impremta i milità al Partit Democràtic, del que en fou dirigent a Barcelona. Participà en la Revolució de 1854 i el 1855 fou bandejat a Granada per ordre del capità general Zapatero. Va viure a Madrid de 1857 a 1858, on hi va fundar amb el republicà mallorquí Antoni Ignasi Cervera la societat carbonària El Falansterio, que arribà a tenir uns 80.000 afiliats i a poc a poc s'imposà a la direcció del Partit. El 1859 fou empresonat per denunciar la participació de la policia en la mort de Francesc de Paula Cuello i Prats, i aprofità la seva estança a la presó per a fer un estudi sobre el sistema penitenciari espanyol. També va lluitar amb Giuseppe Garibaldi. El 1864 participà en el diari republicà "La Discusión" i amb Robert Robert intentà unir les fraccions republicanes de Francesc Pi i Margall i Emilio Castelar en el Partit Republicà Democràtic Federal, al que s'afiliaria després de participar en la Revolució de 1868. Participà activament en la proclamació de la Primera República Espanyola el 1873, i durant aquest període fou nomenat governador civil de les províncies de Sòria i Àvila.

## Obres
- Porvenir de las asociaciones de la clase obrera... (1855)
- Don Francisco de P. Cuello (1859) biografia
- Los misterios del Saladero (1860)
- Los anarquistas, los socialistas y los comunistas ¿son demócratas? (1862)
- Contestación al opúsculo de D. Eduardo Vilarrasa titulado La jurisdición y aspiraciones del clero sobre la enseñanza (1864)
- Catecismo democrático-republicano (1868)
- Catecismo de la Federación Republicano-democrática.. (1870)
- ¿Hay Dios? Estudio crítico filosófico de la cuestión de las cuestiones (1871, 1873).
- La judía errante (1862)
- La mujer ajena (1863)
- El poder negro (1863)
- Los hipócritas (1864)
- Los rojos. Revolución francesa de 1871 (1871-72)
- Gutenberg (1869) drama
- Las máquinas de coser (1876), drama